# 上山紘輝
上山 紘輝（うえやま こうき、1999年5月15日 - ）は、日本の陸上競技選手。専門は短距離走。住友電気工業所属。2022年世界陸上競技選手権大会・2023年世界陸上競技選手権大会代表。
200メートルの自己ベストは20秒26（2022年）。

## 来歴
三重県松阪市出身。
小学校時代に陸上競技を始め、三重県立宇治山田商業高等学校を経て近畿大学に進学した。高校時代の200メートルベストタイムは21秒台だったが、大学1年生の2018年に20秒台に記録を伸ばし、同年のU20世界陸上競技選手権大会の代表に選ばれた（本番は準決勝敗退）。
4年生時（2021年）には、第105回日本陸上競技選手権大会の200メートルで5位（20秒86）に終わり、2020年東京オリンピックの代表は逃した。9月の日本学生陸上競技対校選手権大会（インカレ）200メートルには20秒69の記録で準優勝する。
大学卒業後の2022年に住友電気工業に入社し、同年の第106回日本陸上競技選手権大会（2022年）の200メートルで同大会での初優勝を達成する（20秒46）。2022年世界陸上競技選手権大会（オレゴン州）代表に選ばれ、200メートルと4×100メートルリレーに出場した、200メートルでは予選で自己ベスト（当時日本歴代9位）となる20秒26を記録し、準決勝に進出した（準決勝は20秒48で敗退）。
2023年の第107回日本陸上競技選手権大会は200メートルに7位の結果だった。それに先立ち、同年7月のアジア陸上競技選手権大会（バンコク）の代表に選出されていた。そのアジア陸上本番では7月16日に実施された200メートル決勝に20秒53で3位に入り、銅メダルを獲得した。8月の2023年世界陸上競技選手権大会（ブダペスト）では男子200mに出場するも、予選4着で敗退した。9月のアジア競技大会（杭州）では男子200mで20秒60のタイムで金メダルを、桐生祥秀・小池祐貴・宇野勝翔と出場した男子4×100mリレーで銀メダルを獲得した。
2024年パリオリンピックの陸上競技男子200メートルの予選では、3組目に出場したが20秒84のタイムで6着となり、各組の上位3着に入れず敗者復活ラウンドに回った。敗者復活ラウンドでは2組で20秒92の4着となり準決勝には進出できなかった。